# Volvox
Volvox es un género de algas clorofíceas microscópicas que suele  formar colonias o cenobios de forma esférica y hueca, rodeados por células superficiales biflageladas y unidas entre sí por conexiones citoplasmáticas. En el interior de la colonia existen múltiples oosporas. Este primitivo organismo vive en aguas ricas en oxígeno.

## Características
Las colonias de células muestran cierto grado de especialización celular, con numerosas células pequeñas vegetativas o somáticas.

## Embriogénesis y desarrollo colonial

### Introducción
La embriogénesis de Volvox ha sido estudiada principalmente en la especie Volvox carteri y presenta múltiples patrones simples de divisiones que llevan al organismo a evidenciar cierta complejidad en la cumbre de su desarrollo. Volvox carteri tiene 2 tipos de células en su estado maduro. Células reproductivas -o gonidias- de tipo germinal las cuales no presentan patrones de senescencia (o muerte celular programada) conocidos hasta el momento. El segundo tipo son las células somáticas que confieren motilidad a la colonia, poseen una tasa de división más alta por lo que en número(de 2000~4000) son muchas más que las gonidias, pero éstas finalmente entran en un proceso de muerte celular luego de cumplir su función de soporte y movilidad.
La diferenciación de las células en Volvox es dicotómica (Una célula solo se puede diferenciar como gonidia o como célula somática) y es dependiente de la expresión de diferentes proteínas -principalmente proteínas de membrana- que señalizan la diferenciación de las células en uno u otro tipo de célula. Esto hace que haya sido propuesto como modelo para explicar la multicelularidad en organismos filogenéticamente primitivos y que sea medianamente fácil controlarlo genéticamente para evaluar sus fenotipos resultantes.  Además algunos trabajos han intentado mostrar relaciones evolutivas entre las especies de Volvox y clados cercanos mediante el estudio de la duración de esta diferenciación y cómo la morfología y presencia de caracteres a lo largo de la ontogenia, cambian entre grupos. La embriogénesis de Volvox ha sido estudiada principalmente en la especie Volvox carteri y presenta múltiples patrones simples de divisiones que llevan al organismo a evidenciar cierta complejidad en la cumbre de su desarrollo. Volvox carteri tiene 2 tipos de células en su estado maduro. Células reproductivas -o gonidias- de tipo germinal las cuales no presentan patrones de senescencia1(o muerte celular programada) conocidos hasta el momento. El segundo tipo son las células somáticas que confieren motilidad a la colonia, poseen una tasa de división más alta por lo que en número(de 2000~4000) son muchas más que las gonidias, pero éstas finalmente entran en un proceso de muerte celular tras cumplir su función de soporte y movilidad.1

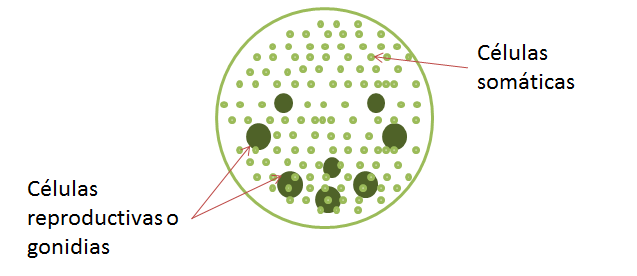
Esquema de la Estructura de Volvox
La diferenciación de las células en Volvox es dicotómica (Una célula solo se puede diferenciar como gonidia o como célula somática) y es dependiente de la expresión de diferentes proteínas -principalmente proteínas de membrana- que señalizan la diferenciación de las células en uno u otro tipo de célula. Esto hace que haya sido propuesto como modelo para explicar la multicelularidad en organismos filogenéticamente primitivos y que sea medianamente fácil controlarlo genéticamente para evaluar sus fenotipos resultantes.1 Además algunos trabajos han intentado mostrar relaciones evolutivas entre las especies de Volvox y clados cercanos mediante el estudio de la duración de esta diferenciación y cómo la morfología y presencia de caracteres a lo largo de la ontogenia, cambian entre grupos.

### Diferenciación celular
La diferenciación de las células en Volvox, describe un patrón de un organismo multicelular –semejante a la gastrulación-. Inicialmente la célula asexual presenta clivajes desiguales y asimétricos para generar el embrión; sin embargo, durante la sexta división donde hay 32 células, la mitad de células están determinadas para ser células reproductivas(gonidias) por lo que siguen un patrón de clivaje desigual, mientras que la otra mitad tiene un destino celular somático y presentan un patrón de clivaje simétrico. Este patrón se explica debido a que después de este clivaje este conjunto de 16 células está constituido por cuadrantes de 8 células que se superponen unas sobre otras y que se dividen en el plano antero posterior, resultando en un organismo multicelular con 16 células de tipo reproductivo y aproximadamente 2000 a 4000 células somáticas flageladas.

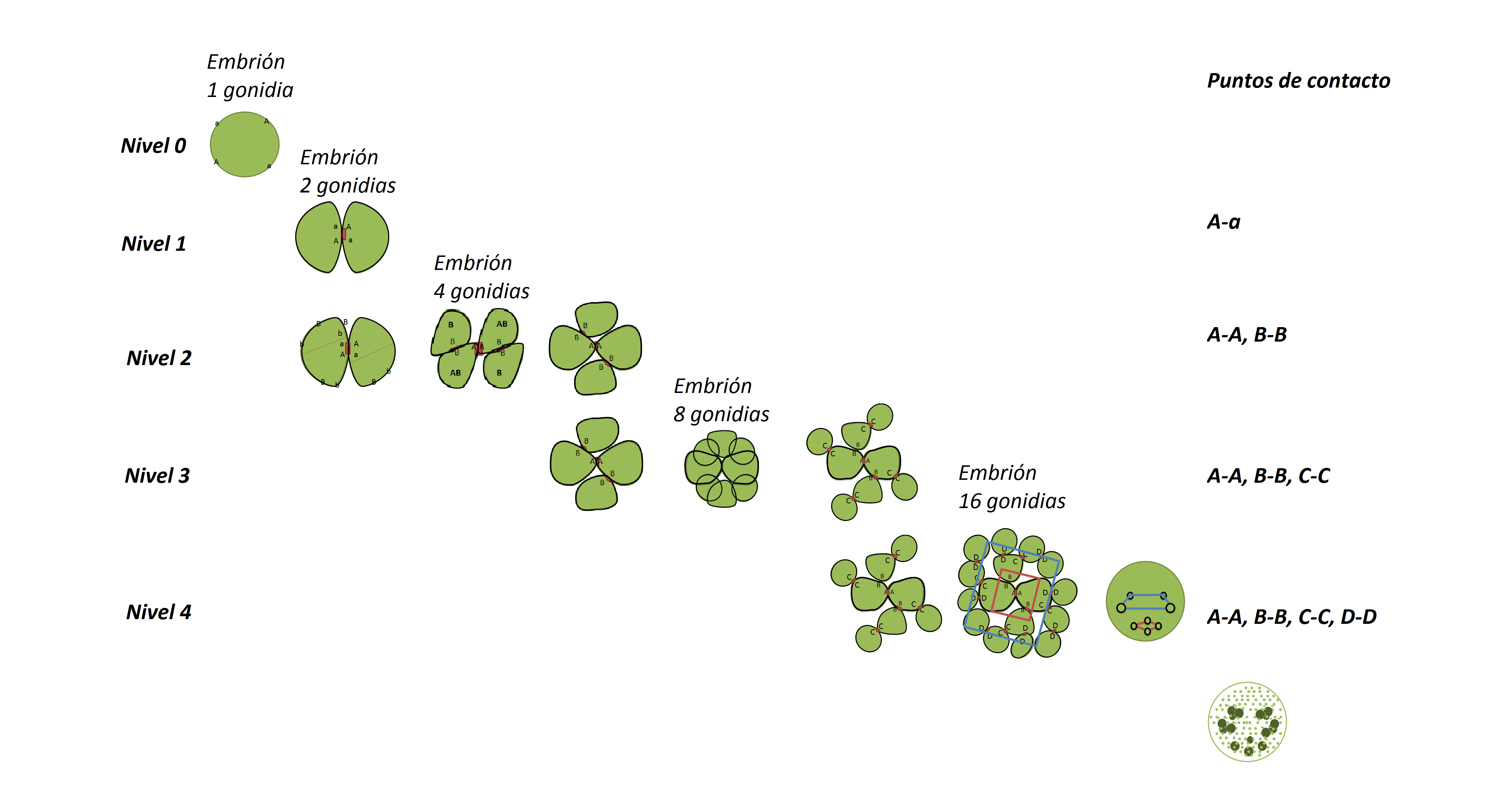
Niveles de gonidias en el embrión

En este proceso descrito en Volvox carteri es importante conocer cómo se lleva a cabo la organización de las gonidias durante el clivaje. Este proceso está mediado por 4 proteínas principales que se expresan cronológica y jerárquicamente. El modelo presentado por Sumper(1982) se basa en que estas proteínas de membrana son producidas por las células determinadas para ser gonidias, tienen puntos de contacto a través de éstas y señalizan los diferentes pasos de clivaje. 
Hay 5 niveles de división y en cada uno de estos entra a expresarse una nueva proteína. 
En el nivel 0 solo hay una célula madre en la que se expresa en su membrana proteína A.
En el nivel 1, el embrión expresa proteína A y hay un punto de contacto A-a que va a dar origen al primer septum de división teniendo como resultado dos células hijas.
En el segundo nivel se empieza a expresar la proteína de membrana B la cual tiene puntos de contacto entre células que solo expresan la proteína B y células que expresan proteínas A y B. El resultante son dos nuevas células (A, B, AB, AB)
En el tercer nivel se empieza a expresar la proteína C. Se da como resultado un embrión con 8 células (ABC, ABC, BC, BC, C, C, C, C)
En el cuarto nivel hay producción de la proteína D. Obteniendo al final 16 gonidias maduras cada una de las cuales tiene la información de la célula madre.
Finalmente cada gonidia madura genera un embrión con el mismo contenido celular de la madre siguiendo el mismo patrón de clivaje estableciendo nuevamente colonias de Volvox carteri asexuales. 
Luego de la secuenciación del genoma de Volvox carteri en 2007 se han abierto puertas para la identificación de genes estricta y profundamente implicados en el desarrollo. Uno de ellos es el gen glsA que codifica para una proteína chaperona que tiene un dominio J similar al de E. coli(J-like) Al parecer esta proteína es responsable de la ubicación del huso mitótico en el blastómero luego de sufrir una fosforilación. Es llamativo que las gonidias tienen una copia funcional de este gen. Sin embargo las células somáticas presentan una mutación y es por esto que su clivaje se ve afectado mostrando divisiones asimétricas posiblemente por la ubicación errónea de los microtúbulos durante la mitosis. Así mismo, se han mostrado otras familias de genes importantes en la ontogenia de Volvox. Los genes Gls o Gonodialess (Sin gonidias) evidencian un fenotipo sin gonodias, solo con células somáticas o los genes Lag (Late gonidias) desarrollan gonodias de menor tamaño y con morfologías parecidas a las células somáticas.
En el reporte de la secuenciación del genoma de Volvox se menciona que al parecer la complejidad en la diferenciación y desarrollo de multicelularidad en Volvox al parecer tiene origen en pequeños cambios de secuencias especie específicos y no en la invención de grandes y novedosos dominios Proteicos. Es por esto que Volvox continúa con una gran brecha para el estudio de la diferenciación, multicelularidad y Segmentación celular. Futuros estudios deben buscar nuevas comparaciones entre especies y ahondar en expresión de genes y comparando estos con exomas y proteomas.

## Reproducción
Los volvox se reproducen sexual y asexualmente:
- Reproducción asexual: la colonia madre puede dividirse y formar colonias hijas. Cuando la colonia madre muere y se descompone, las colonias hijas quedan libres a la deriva.
- Reproducción sexual: las colonias forman gametos masculinos espermatozoides y gametos femeninos ovocélulas que son liberados al agua. Cuando un espermatozoide fecunda una ovocélula se forma un cigoto que da origen a una nueva colonia.

Un estudio ha utilizado Volvox carteri como modelo para explicar los cambios genéticos que conducen a la anisogamia. Se han comparado los transcriptomas de Chlamydomonas reinhardtii y V. carteri, encontrando una gran expansión de los loci que determinan el sexo del gameto. En especial, el gen homólogo del supresor tumoral del retinoblastoma, MAT3, procesa su transcrito en V. carteri de un modo diferencial según el sexo.